# Edmund Andraszek
Edmund Ferdynand Andraszek, imię otrzymane na chrzcie: Ferdynand, imię zakonne: Edmund (ur. 22 października 1784 w Bruntalu (ówcześnie Freudenthal), zm. 24 czerwca 1837 w Warszawie) – pijar, przyrodnik, filolog klasyczny, poeta łaciński i pisarz religijny.

## Życiorys
Urodził się 22 października w roku 1784 we Bruntalu (Fredenthal) na Morawach. W Lipníku koło Ołomuńca ukończył szkołę pijarów. Następnie w roku 1799 przybył do Polski, do Opola Lubelskiego (11 września), w celu dalszego kształcenia się w kolegiach pijarskich. W tym samym roku wstąpił do zakonu, w Łukowie odbył 2. rok nowicjatu. Następnie studiował retorykę (1801/1802) i filozofię (lata: 1802/1803-1803/1804) Po powrocie do Opola (jesień 1804) nauczał jako nauczyciel w nowo powołanym nowicjacie, pomimo braku ślubów zakonnych, które złożył dopiero w roku 1808. Korzystając z oranżerii i gabinetu historyi naturalnej w pałacu Lubomirskich studiował przyrodoznawstwo. W Kumowie, w dobrach biskupa Wojciecha Skarszewskiego, otrzymał z jego rąk 23 października 1808 święcenia kapłańskie. Przez 6 lat uczył w kolegiach w: Opolu Lubelskim, Łukowie, Radomiu i Warszawie (ul. Długa), poświęcając się swojej pasji naukowej, ale także uporządkował bibliotekę Aleksandra Lubomirskiego. W roku 1810 został przeniesiony do Łukowa i objął stanowisko prefekta i profesora w tamtejszym gimnazjum pijarskim. Powołany na nauczyciela do Konwiktu Szlacheckiego w Warszawie wykładał literaturę łacińską, a nawet polską. W roku 1813 na kapitule generalnej pijarów w Warszawie wyznaczono go na magistra nowicyatu w Opolu Lubelskim oraz powierzono wykłady z literatury greckiej i łacińskiej. W tym okresie cieszył się względami W. Skarszewskiego (biskup lubelski), jednocześnie utrzymując bliskie kontakty z opolskim dworem R. Rzewuskiej. Jakby przy okazji zajmował się swoją pasją,  dość, że miał piękne zbiory w swoim zielniku flory miejscowej i kilka szafek owadów i motylów. Na kolejnej kapitule w roku 1818 wybrany został członkiem konsystorza prowicyonalnego (konsultorem) i sekretarzem prowincyi polskiej a Kajetan Kamieński, rektor Konwiktu Konarskiego na Żoliborzu powołał Andraszka na profesora greki i łaciny, gdzie trzymał pierwszeństwo między swymi współkolegami jako uczony professor, doświadczony pedagog, miłowany i wielbiony od swych braci i uczniów. Na konsystorzu w roku 1822 został ponownie konsultorem i skierowano go do pracy w kolegium Fundacji Królewskiej przy ulicy Długiej, prowadzącego szkołę wojewódzką (obok języków starożytnych nauczał tam historii naturalnej), w której uczyło się nawet ponad 1200 uczniów różnych stanów i wyznań. W 1823 został członkiem Warszawskiego Towarzystwa Przyjaciół Nauk. Po 1830 zaczęły upadać kolegia, w których uczył. Na miejscu kolegium żoliborskiego rozpoczęto budowę części cytadeli, budynki i kościół na Długiej odebrano pijarom. Z powodu choroby przeniósł się do kamedułów na Bielany. Zmarł 24 czerwca 1837 i został pochowany na Cmentarzu Powązkowskim w Warszawie.
Zamiłowany przyrodnik, dobrze obeznany z fauną i florą. Urządzał rozmaite gabinety przyrodnicze przy szkołach pijarskich, porządkował i zakładał biblioteki.

## Twórczość

### Ważniejsze utwory
1. Ode ad Illustr. Excell. Rev. D. J. Joann. Paul. Pawęża Woronicz, Epis. Crac., Senatorem Reg. Pol. ... in die consecr. ejus * Mai 1816 a. in Eccles. Cath. Varsaviensi S. Joannis Baptistae celebratae, institutum Clericorum Saecularium in communi viventium, brak miejsca wydania (1816)
2. Oratio in altero saeculari anno Congreg. Schol. Piarum, per... habita Opolii anno 1817 die 25 mensis Martii, Warszawa 1817
3. Ode in solemni inauguratione Excellentiss. Illustr. ac Rever. D. Dni Stephani Kolumna Hołowczyc, Archiepis. Varsav. Prim., Regn. Pol. Senatoris etc. Congregatio Schol. Piarum d. 12 Maii 1820, brak miejsca wydania (1820)
4. Ode honoribus Excellentissimi Illustrissimi Reverendissimi Domini Domini Adalberti Leszczyc Skarszewski, Dei et Apostolicae Sedis gratia Archi-Episcopi Varsaviensis Primatis et Senatoris Regni Poloniae etc. dum sedem suam metropolitanam solenni ritu adiret, a Provinc. Polon. Schol. Piarum dicata A. D. 1824 d. XVI Cal. Nov., Warszawa 1824
5. Oratio in comitiis provincialibus Clericorum Congregatorum ad diem V idus Augustus 1825, a P. ... secretario eorundem comitiorum habita, brak miejsca wydania (1825)
6. Ode, Warszawa 1829; na dzień koronacji Mikołaja I; inform. Estreicher I (1959) 128, bez wskazania egz.
7. Ode... Rev. et Illustr. D. Eduardo Czarnecki, Praelato Custodi Eccl. Metrop., cum sede vacante susciperet administrationem archi-dioeceseos Varsaviensis die quo Janus pace universali clausus senescentem annum 1829 novo 1830 committabat, cantata a Scholis Piis Provinciae Poloniae, brak miejsca wydania (1830); autorstwo domniemane według hipotezy Estreichera III (1962) 347
8. In solemni inauguratione Excellentissimi Illustrissimi ac Rever. Domini Domini Francisci a Paula Nepomuceni in Pawłowo Pawłowski, Episcopi Płocensis, Ordinis S. Stanislai E. M. equitis etc. Congregatio Schol. Piarum die 22 mens. Maii 1836, brak miejsca wydania (1836)
9. Ode in solemni inauguratione Excellentissimi Illustrissimi et Reverendissimi Pauli Straszyński, cum Episcopus Augustoviensis seu Seynensis consecraretur et gubernacula administrationis archidioeceseos Varsaviensis dimitteret, ipsa die 7 idus Januarias 1837, cantata a Scholis Piis Varsaviensibus, brak miejsca wydania (1837)
10. Ode, brak miejsca i roku wydania (na konsekrację W. Tomaszewskiego na biskupstwo kujawskie; inform. Estreicher jak wyżej poz. 6)
11. Gramatyka języka łacińskiego dla użytku klas wyższych, przez... S. P. prof. lit. łacińskiej i greckiej w szkołach publicznych... wypracowana, a przez ks. I. Presiowskiego... uporządkowana i na język polski wytłumaczona – Grammatica linguae Latinae ad usum superiorum classium... (wyd. P. Radecki), Warszawa 1839 (zawiera tekst łaciński i polski; na wstępie: O życiu i pismach ks. E. Andraszka).

Ponadto w rękopisach pozostały jego kazania, pisma religijno-moralne (przeważnie tłumaczone z jęz. niemieckiego) i prace filologiczne.

### Prace edytorskie
1. S. Konarski: Opera lyrica, quibus accedunt opera ejusdem poetica posthuma. Editio tertia prioribus emendatior, atque ad usum maxime scholasticae juventutis accomodata, Warszawa 1826
2. M.K. Sarbiewski: Carmina in usum juventutis potissimum scholasticae cum commentario P. P. Scholarum Piarum Polonae Provinciae edita, Warszawa 1830 (wydano tylko księgę 1., przygotowywane kolejne księgi nigdy się nie ukazały).

### Listy
1. Do K. Urmowskiego (brak daty), rękopis: Biblioteka Jagiellońska sygn. 7840 IV, k. 51-52.

## Opracowania nt. Andraszka
1. O życiu i pismach ks. E. Andraszka S. P.: Warszawa 1837; wyd. następne jako wstęp do: Gramatyka języka łacińskiego dla użytku klas wyższych..., Warszawa 1839
2. (J.K. Mętlewicz): Nekrolog ks. E. Andraszka S. P., Pamiętnik Religijno-Moralny t. 1 (1841)
3. F.M. Sobieszczański: „Encyklopedia powszechna” Orgelbranda, t. 1 (1859)
4. „Encyklopedia kościelna” Nowodworskiego, t. 1 (1873)
5. P. Chmielowski: „Wielka encyklopedia powszechna ilustrowana” t. 3 (1890)
6. A. Kraushar: Towarzystwo Warszawskie Przyjaciół Nauk t. 5, Kraków 1904, s. 327-328; t. 8, Kraków 1906, s. 325
7. „Podręczna encyklopedia kościelna” t. 1/2 (1904).